# (142756) Chiu
(142756) Chiu est un astéroïde de la ceinture principale.

## Description
(142756) Chiu est un astéroïde de la ceinture principale. Il fut découvert le 5 octobre 2002 à l'observatoire d'Apache Point par le programme Sloan Digital Sky Survey. Il présente une orbite caractérisée par un demi-grand axe de 2,43 UA, une excentricité de 0,14 et une inclinaison de 5,4° par rapport à l'écliptique.

## Compléments